# Mokujin
Mokujin (木人? lett. "persona di legno") è un personaggio immaginario della serie di videogiochi picchiaduro Tekken, apparso per la prima volta in Tekken 3.

## Scheda del personaggio

### Aspetto
Mokujin è un manichino d'addestramento intagliato da una quercia di duemila anni: infatti ha una forma umanoide, con un naso e due occhi (anche se nei capitoli precedenti viene rappresentato senza occhi o con uno solo). Ha due sfere di piombo al posto delle mani, che rendono più potenti i suoi pugni.
In generale possiede due costumi, che rappresentano rispettivamente un maschio e una femmina della sua specie..
Dietro la schiena, ha inciso per dodici volte il carattere cinese "正" (pronuncia: zhèng; traduzione: corretto, giusto, onesto), fatta eccezione per quello in basso a sinistra rimasto incompleto.
Nei capitoli non canonici, esistono due varianti del personaggio: Tetsujin e Kinjin.
Il primo ha il corpo di metallo, mentre il secondo è fatto di oro, ma indossa un mantello e un papillon rossi, una corona in stile britannico e degli occhiali da sole; inoltre, porta sul volto un paio di baffi.

### Caratteristiche
Mokujin prende vita e inizia a muoversi ogni volta che un'entità maligna si manifesta nel mondo, per poi tornare a riposare quando questa viene eliminata.
Mokujin pratica uno stile di combattimento chiamato "Mokujin-Ken" (tradotto letteralmente: "il pugno della persona di legno"), che gli permette di copiare le tecniche di lotta dei vari personaggi di Tekken, cambiando stile ad ogni round.
A questo proposito, è utile notare un particolare: la schiena del personaggio è priva della corteccia e su di essa è intagliato 12 volte (o 11 in Tekken 3) l'ideogramma cinese 正 ("zhèng" , o "sei" in giapponese) che fondamentalmente significa "giusto" , "onesto", "ragione", tranne l'ultimo in basso a sinistra che è incompleto; il motivo non è mai stato ufficialmente specificato ma potrebbe riferirsi al "seiken", una mossa del karate e data la sua natura di manichino di allenamento, quei simboli potrebbero indicare i colpi presi/dati piuttosto che le vittorie/sconfitte o magari proprio i diversi stili di combattimento (si potrebbe speculare: tranne il suo, trovando così una possibile interpretazione dell'ideogramma incompleto.... ). 
Curiosamente nel filmato finale di Tekken 3, i mokujin sono privi di tale caratteristica.

## Storia
In Tekken 3, Mokujin prende vita dopo la resurrezione del Dio della Lotta, Ogre.
Sapendo che Ogre era al "The King of Iron Fist Tournament 3", o Tekken 3, Mokujin decide di iscriversi e partecipare al torneo per sconfiggerlo e tornare a riposare in pace.
Nel suo epilogo, dopo aver vinto il torneo, Mokujin si trova in una foresta e un altro Mokujin dall'aspetto femminile (probabilmente sua moglie) gli tira un pugno, gli lancia un secchio e lo costringe a raccogliere l'acqua in un lago lì vicino. Mokujin obbedisce tristemente, ma sulla via del ritorno incontra altri due piccoli Mokujin mentre giocano a Tekken 3: lui si ferma a giocare impersonando se stesso mentre combatte contro un Mokujin femmina, vincendo l'incontro.
Mokujin esulta divertito, ma scopre che sua "moglie" è dietro di lui che lo fissa arrabbiata; la scena si conclude con lei che gli sferra un altro pugno.
Nell'epilogo di Tekken Tag Tournament, si può vedere Mokujin intento a insegnare a circa quaranta suoi simili lo stile di combattimento del Kung Fu tradizionale.
Non compare in Tekken 4, in quanto il boss finale Heihachi Mishima non viene considerato come un'entità maligna.
Tuttavia, viene sostituito dal robot umanoide Combot che, a differenza di Mokujin, non cambia lo stile di combattimento ad ogni round, ma ad ogni stage.
In Tekken 5, si scopre che Mokujin è ritornato ad essere un manichino senza vita e a riposare in pace dopo che Jin Kazama riuscì a sconfiggere Ogre, ma anche che si risveglia alla fine del "The King of Iron Fist Tournament 4", o Tekken 4, con la resurrezione di Jinpachi Mishima. Quindi Mokujin partecipa al "The King of Iron Fist Tournament 5", o Tekken 5, per sconfiggere Jinpachi e tornare a riposare in pace.
In questo capitolo, i personaggi di Tekken affrontano un sub-boss al quarto stage prima di affrontare Jinpachi Mishima: il sub-boss di Mokujin è Roger Jr.
Di conseguenza, il sub-boss di Roger Jr. è Mokujin.
Nel suo epilogo, Mokujin sconfigge e elimina Jinpachi; ma si affloscia a terra subito dopo, ritornando a essere un manichino senza vita. Un raggio di Sole passa tra le nubi illuminando Mokujin, facendogli nascere un germoglio sul naso.
In Tekken 6, Mokujin si risveglia nuovamente dallo stato privo di vita di un manichino, sentendo una presenza malefica nell'aria: si tratta di Azazel, un'entità soprannaturale risvegliata a sua volta dalla lotta tra Jin Kazama e Kazuya Mishima. Decide così di partecipare al "The King of Iron Fist Tournament 6", o Tekken 6, per combattere nuovamente contro la malvagità e proteggere l'umanità.
L'epilogo di questo capitolo, viene raccontato come se fosse una fiaba, disegnata in stile bidimensionale: Mokujin, alla guida di una macchina, attraversa montagne, oceani e deserti per raggiungere il castello del "Signore Oscuro".
Dopo una terribile battaglia, Mokujin riesce a sconfiggerlo e, parodizzando l'epilogo di Jin Kazama in Tekken 5, prende il suo posto sul trono.
Nell'epilogo di Tekken Tag Tournament 2, Mokujin vince il torneo e come premio, viene invitato a visitare il Future Research Laboratory della Bandai Namco Entertainment.
Una volta entrato nell'edificio, Mokujin incontra la sua guida: la versione femminile di Mokujin.
Questa si innamora di lui a prima vista e lo accompagna a visitare il laboratorio, passando insieme tanti bei momenti.
Finita la visita, lei si appresta a dare a Mokujin un biglietto con scritto "Ti amo", ma lo scopre mentre si diverte a intrattenere tre ragazze: presa dalla rabbia e dalla gelosia, sferra a Mokujin un pugno così forte da scaraventarlo fuori dall'edificio.
In Tekken Revolution, Mokujin non è un personaggio giocabile, ma è uno dei boss della modalità arcade, insieme alle sue controparti Tetsujin e Kinjin.
Non comparirà più nei capitoli successivi, tuttavia viene omaggiato in Tekken 7, rappresentato nelle icone di selezione del lato dove il lottatore apparirà nell'arena di lotta, delle immagini di profilo e della barra di energia; in Tekken 8, invece, è possibile selezionare una skin per l'avatar della "Tekken Fighting Lounge", insieme a quelle di Tetsujin e Kinjin.
Inoltre, compare nel finale di Sergei Dragunov sotto forma di action figure: nel filmato, il lottatore russo sta montando il modellino di un carro armato da collezione per scoprire con disappunto che l'ultimo pezzo non è più disponibile in quanto la distribuzione è stata interrotta.
Amareggiato, Dragunov osserva l'action figure di Mokujin e decide di usare la sua testa per completare il modellino.